# あなたのそばに (桂銀淑の曲)
『あなたのそばに』は、2001年6月6日に発売された桂銀淑の22枚目のシングルである。発売元はポリドール・レコード。

## 解説
- 前作「ラ・ヒターナ 〜La Gitana〜」より2年振りのシングル発売となった。
- この頃より借金トラブルや事務所移籍問題などから、テレビやラジオから姿を消し、コンサート活動に専念するようになったため、この曲のプロモーションは一切行われなかったものの、オリコン・シングルチャートでのランキングや売上は前作を上回った。
- カップリングの「想い出めぐり」はコンサートでの人気曲で、1999年発売のオリジナル・アルバム『プリーズ…』よりリカット。
- 本作発売直後から、「桂銀淑コンサート2001 あなたのそばに」と題した全国ツアーを開催した。

## 収録曲
1. あなたのそばに
  - 作詞: 渡辺なつみ、作曲: 浜圭介、編曲: 川村栄二
2. 想い出めぐり
  - 作詞: 渡辺なつみ、作曲: 浜圭介、編曲: 宮崎慎二